# Мирослав Миндов
Мирослав Атанасов Миндов е български актьор.

## Биография
Роден е на 7 юли 1924 г. в Ямбол. Завършва Държавната театрална школа в класа на професор Кръстю Мирски (1945 – 1947).
Работи в Народния театър „Иван Вазов“ (1942 – 1970) и (1973 – 1978).
През 1965 г. получава званието „заслужил артист“.
През 1967 година с личните протекции на диктатора Тодор Живков Миндов става председател на Съюза на артистите в България, директор на Народния театър „Иван Вазов“ (1966 – 1967), на който преди това е партиен секретар. Бил е народен представител. През 1968 година изпада в немилост, отстранен е от ръководните си постове и е изпратен на специализация-режисура в Кралския Шекспиров театър, Лондон. През 1971 – 1972 година е директор на Сатиричния театър в София и на Драматичен театър „Н. Й. Вапцаров“ Благоевград.
Член на СБФД, САБ, председател на САБ и негов председател (1965 – 1968). Председател наг ГС за изкуство и култура – София (1973 – 1975).
Преподавател в оперна вокална студия. Ръководител на детски-музикален театър „Пиколо“ (1989 – 2005).
Дългогодишен артист в Радиотеатър-София.
Автор и постановчик на десетки драматизации от детска класика.
Издадени плочи, касети и дискове: „Любовна лирика“ – съвременни български автори, „Сонети“ – Шекспир, Есенин, Древноизточна поезия и други.

## Памет
На Мирослав Миндов е наречена улица в квартал „Драгалевци“ в София (Карта).

## Награди
- Заслужил артист (1965).
- орден „Кирил и Методий“ – ІІ степен.
- „Награда за най-добра мъжка роля“ за (Николай Василев) във филма Призори (1962).
- „Лауреат“ на рецитаторския конкурс „Поезия на Ботев“ (1947).

## Театрални роли
като актьор:
- „Калоян“ (Камен Зидаров) – Калоян
- „Индианци“
- „Сън в лятна нощ“ – Лизандър
- „Под игото“ (Иван Вазов) – Бойчо Огнянов
- „Хъшове“ – Владиков
- „Любов“ (Орлин Василев) – Марин Великов
- „Огнен мост“ – Хомотов
- „Гераците“ (Елин Пелин) – Петър
- „Иванко“ – Петър
- „Любов Яровая“ – Елисатов
- „Трета патетична“ – Сестрорецки
- „Майка на своите деца“ (А. Н. Ефиногенов) – Пьотр
- „Иван Шишман“ – Раксин
- „Прокурорът“ (Георги Джагаров) – Войнов, Миладин
- „Съвест“ – раненият
- „Майстор Манол“ – Майстор Манол
- „Снаха“ (Георги Караславов) – Димо
- „Дачници“ (Максим Горки) – Суслов

ТВ ТЕАТЪР:
- „Зимно разписание“ (1989) (Димитър Начев)
- „Песен за сбогуване“ (1988) (Петър Анастасов)
- „Процесът Стамболийски“ (1985) (Пелин Пелинов), 2 части
- „Процесът“ (1982) (Ричард Уевърли)
- „Ковачи на мълнии“ (1981) (Иван Пейчев)
- „Престолът“ (1975) (Иван Вазов)
- „Паганини на тромпет“ (1969) (Никола Русев)
- „Топлите камъни“

като режисьор:
- „Училище за жени“
- „Индианци“
- „Радиация“
- „Въпрос на принцип“
- „Калоян“ (Камен Зидаров)
- „Страници от миналото“
- „Иркутска история“ (Арбузов)
- „Коварство и любов“ (Шилер)

## Филмография

### Като актьор
| Година     | Филми и Сериали                        | Серии | Копродукции                                          | Роля                                                   |
| ---------- | -------------------------------------- | ----- | ---------------------------------------------------- | ------------------------------------------------------ |
| 1976       | Войници на свободата (Солдаты свободы) | 4     | СССР/България/Унгария/ГДР/Полша/Румъния/Чехословакия | (като М. Миндов в 1 серия: I)                          |
| 1973       | Нако, Дако и Цако                      |       |                                                      |                                                        |
| 1969, 1971 | На всеки километър (тв сериал)         | 26    |                                                      | Васил Драганов (в серията „Тайната на шифъра“)         |
| 1969       | Галилео Галилей (Galileo)              |       | Италия/България                                      | кардинал Борджия                                       |
| 1963       | Капитанът                              |       |                                                      |                                                        |
| 1961       | Призори                                |       |                                                      | Николай Василев                                        |
| 1960       | Стубленските липи                      |       |                                                      | Петко Стубленски, председателят на селската кооперация |
| 1959       | Командирът на отряда                   |       |                                                      | Богдан, бившия командир на партизанския отряд          |
| 1959       | Тайната вечеря на Седмаците            |       |                                                      | партийният секретар                                    |
| 1956       | Точка първа                            |       |                                                      | Христов, бащата, офицер-граничар                       |
| 1955       | Неспокоен път                          |       |                                                      | Горанов, секретарят на партийната организация          |
| 1954       | Снаха                                  |       |                                                      | железничарят Димо, комунист                            |
| 1952       | Под игото                              |       |                                                      | Бойчо Огнянов/Иван Кралича                             |
| 1952       | Данка                                  |       |                                                      | Иван, работник-демократ                                |

### Като режисьор
| Година | Филми и Сериали  | Серии | Серия |
| ------ | ---------------- | ----- | --- |
| 1974   | Нако, Дако, Цако | 3     | сериите Нако, Дако, Цако – коминочистачи и Нако, Дако, Цако – шофьори (и двете режисирани заедно с Нейчо Попов) |